# Puccinia argentata
Puccinia argentata är en svampart som först beskrevs av Schultz, och fick sitt nu gällande namn av G. Winter 1880. Puccinia argentata ingår i släktet Puccinia och familjen Pucciniaceae.   Inga underarter finns listade i Catalogue of Life.
I den svenska databasen Dyntaxa används istället namnet Puccinia impatientis för samma taxon.  Arten är reproducerande i Sverige.